# Convocazioni al Montreux Volley Masters 2011
Elenco delle giocatrici convocate per il Montreux Volley Masters 2011.

## Cina
| N° | Nome         | Ruolo | Data di nascita   | Nazionalità sportiva |
| -- | ------------ | ----- | ----------------- | -------------------- |
| -  | Yu Juemin    | All   | 11 maggio 1960    | -                    |
| 1  | Wang Yimei   | S/O   | 11 gennaio 1988   | Liaoning             |
| 2  | Mi Yang      | P     | 24 gennaio 1989   | Tianjin              |
| 3  | Yang Jie     | S     | 1º marzo 1994     | Shanghai             |
| 4  | Hui Ruoqi    | S     | 4 marzo 1991      | Jiangsu              |
| 6  | Na Yin       | S/O   | 3 febbraio 1988   | Tianjin              |
| 7  | Zhang Xian   | L     | 16 marzo 1985     | Liaoning             |
| 8  | Wei Qiuyue   | P     | 26 settembre 1988 | Tianjin              |
| 9  | Yang Junjing | C     | 11 maggio 1989    | Bayi                 |
| 10 | Shan Danna   | L     | 8 ottobre 1991    | Zhejiang             |
| 11 | Xu Yunli     | C     | 2 agosto 1987     | Fujian               |
| 13 | Zhou Yang    | C     | 21 aprile 1992    | Zhejiang             |
| 15 | Ma Yunwen    | S     | 19 ottobre 1986   | Shanghai             |
| 16 | Yanan Qiu    | S/O   | 16 gennaio 1989   | Zhejiang             |
| 18 | Linlin Fan   | S     | 1º dicembre 1991  | Bayi                 |

## Cuba
| N° | Nome              | Ruolo | Data di nascita  | Nazionalità sportiva |
| -- | ----------------- | ----- | ---------------- | -------------------- |
| -  | Juan Carlos Gala  | All   | -                | -                    |
| 1  | Wilma Salas       | S     | 9 marzo 1991     | Santiago de Cuba     |
| 2  | Yanelis Santos    | P/O   | 30 marzo 1986    | Ciego de Ávila       |
| 3  | Alena Rojas       | C     | 9 agosto 1992    | Ciudad Habana        |
| 4  | Yoana Palacio     | C     | 6 ottobre 1990   | Ciudad Habana        |
| 6  | Daimara Lescay    | C     | 5 settembre 1992 | Holguín              |
| 8  | Emily Borrel      | L     | 19 febbraio 1992 | Villa Clara          |
| 10 | Ana Cleger        | P/O   | 27 novembre 1989 | Santiago de Cuba     |
| 11 | Liannes Castañeda | C     | 18 ottobre 1986  | Guantánamo           |
| 13 | Rosanna Giel      | C     | 10 giugno 1992   | Ciego de Ávila       |
| 14 | Kenia Carcaces    | S     | 23 gennaio 1986  | Holguín              |
| 15 | Yusidey Silié     | P/O   | 11 novembre 1984 | Ciudad Habana        |
| 19 | Jennifer Álvarez  | S     | 19 novembre 1993 | Cienfuegos           |

## Germania
| N° | Nome              | Ruolo | Data di nascita   | Nazionalità sportiva |
| -- | ----------------- | ----- | ----------------- | -------------------- |
| -  | Giovanni Guidetti | All   | 20 settembre 1982 | VakıfBank GS         |
| 1  | Lenka Dürr        | L     | 10 dicembre 1990  | Vilsbiburg           |
| 2  | Kathleen Weiß     | P     | 2 febbraio 1984   | İqtisadçı            |
| 3  | Regina Burchardt  | S     | 1º luglio 1983    | Wiesbaden            |
| 5  | Friederike Thieme | C     | 16 aprile 1987    | Dresdner             |
| 6  | Kathy Radzuweit   | C     | 2 marzo 1982      | Fischbek             |
| 11 | Christiane Fürst  | C     | 29 marzo 1985     | Fenerbahçe           |
| 12 | Heike Beier       | S     | 9 dicembre 1983   | River                |
| 13 | Saskia Hippe      | S/O   | 16 gennaio 1991   | Dresdner             |
| 14 | Margareta Kozuch  | S/O   | 30 ottobre 1986   | Zareč'e Odincovo     |
| 15 | Maren Brinker     | S     | 10 luglio 1986    | VC Stoccarda         |
| 17 | Lena Möllers      | P     | 6 gennaio 1990    | Vilsbiburg           |
| 18 | Nadja Schaus      | S     | 8 novembre 1984   | Schweriner           |

## Giappone
| N° | Nome             | Ruolo | Data di nascita   | Nazionalità sportiva  |
| -- | ---------------- | ----- | ----------------- | --------------------- |
| -  | Masayoshi Manabe | All   | 21 agosto 1963    | -                     |
| 2  | Hitomi Nakamichi | P     | 18 settembre 1985 | Toray Arrows          |
| 5  | Ai Ōtomo         | C     | 24 marzo 1982     | JT Marvelous          |
| 6  | Ayano Nakaoji    | P     | 24 luglio 1991    | Nippon Taiiku Daigaku |
| 8  | Makoto Matsuura  | P     | 9 settembre 1986  | NEC Red Rockets       |
| 9  | Mizuho Ishida    | S     | 22 gennaio 1988   | Hisamitsu Springs     |
| 10 | Nana Iwasaka     | C     | 3 luglio 1990     | Hisamitsu Springs     |
| 11 | Erika Araki      | C     | 3 agosto 1984     | Toray Arrows          |
| 12 | Kotoki Zayasu    | L     | 11 gennaio 1990   | Hisamitsu Springs     |
| 13 | Risa Shinnabe    | S     | 11 luglio 1990    | Hisamitsu Springs     |
| 14 | Yukiko Ebata     | S     | 7 novembre 1989   | Hitachi Rivale        |
| 15 | Maiko Kanō       | S     | 15 luglio 1988    | Villanterio           |
| 16 | Saori Sakoda     | S     | 18 dicembre 1987  | Toray Arrows          |
| 18 | Yuki Ishii       | C     | 8 maggio 1991     | Hisamitsu Springs     |
| 19 | Kanari Hamaguchi | L     | 29 agosto 1985    | Toray Arrows          |

## Italia
| N° | Nome               | Ruolo | Data di nascita   | Nazionalità sportiva |
| -- | ------------------ | ----- | ----------------- | -------------------- |
| -  | Massimo Barbolini  | All   | 29 agosto 1964    | -                    |
| 1  | Raphaela Folie     | C     | 7 marzo 1991      | Asystel              |
| 2  | Federica Stufi     | C     | 22 marzo 1988     | Santa Croce          |
| 3  | Ilaria Garzaro     | C     | 29 settembre 1986 | Robur Tiboni Urbino  |
| 5  | Marta Bechis       | P     | 4 settembre 1989  | Asystel              |
| 6  | Laura Partenio     | S     | 29 dicembre 1991  | Modena               |
| 7  | Stefania Okaka     | S     | 9 agosto 1989     | Castellana Grotte    |
| 9  | Chiara Di Iulio    | S     | 5 maggio 1985     | Robur Tiboni Urbino  |
| 11 | Valentina Biccheri | S/O   | 7 maggio 1991     | Pavia                |
| 12 | Stefania Corna     | P     | 5 novembre 1990   | Pavia                |
| 14 | Giulia Leonardi    | L     | 1º dicembre 1987  | Robur Tiboni Urbino  |
| 15 | Laura Saccomani    | S     | 8 ottobre 1991    | Robursport Pesaro    |
| 16 | Claudia Cagninelli | S     | 19 luglio 1990    | Crema                |

## Paesi Bassi
| N° | Nome                 | Ruolo | Data di nascita   | Nazionalità sportiva |
| -- | -------------------- | ----- | ----------------- | -------------------- |
| -  | Kristian van der Wer | All   | -                 | -                    |
| 2  | Femke Stoltenborg    | P     | 30 luglio 1991    | TVC Amstelveen       |
| 3  | Francien Huurman     | C     | 18 aprile 1975    | -                    |
| 5  | Robin De Kruijf      | C     | 3 giugno 1991     | -                    |
| 6  | Maret Grothues       | S     | 16 settembre 1988 | -                    |
| 7  | Quinta Steenbergen   | C     | 2 aprile 1984     | TVC Amstelveen       |
| 8  | Alice Blom           | S     | 7 aprile 1980     | İqtisadçı            |
| 9  | Myrthe Schoot        | P     | 29 agosto 1988    | -                    |
| 10 | Janneke van Tienen   | L     | 29 maggio 1979    | -                    |
| 11 | Judith Pietersen     | C     | 3 luglio 1989     | -                    |
| 13 | Anne Buijs           | P     | 2 dicembre 1991   | Asteríx Kieldrecht   |
| 14 | Laura Dijkema        | P     | 18 febbraio 1990  | -                    |
| 17 | Nicole Koolhaas      | C     | 31 gennaio 1991   | Vandœuvre Nancy      |

## Perù
| N° | Nome              | Ruolo | Data di nascita  | Nazionalità sportiva |
| -- | ----------------- | ----- | ---------------- | -------------------- |
| -  | Luca Cristofani   | All   | 8 agosto 1969    | RDM Pomezia          |
| 1  | Angélica Aquino   | S     | 10 agosto 1990   | Divino Maestro       |
| 2  | Mirtha Uribe      | C     | 12 marzo 1985    | Alianza Lima         |
| 3  | Paola García      | C     | 25 agosto 1987   | Divino Maestro       |
| 4  | Diana Soto        | S     | 10 febbraio 1980 | Regatas Lima         |
| 5  | Vanessa Palacios  | L     | 3 luglio 1984    | Divino Maestro       |
| 7  | Yulissa Zamudio   | S     | 24 marzo 1976    | Alianza Lima         |
| 8  | Ángela Leyva      | S/O   | 22 novembre 1996 | Camino de Vida       |
| 12 | Carla Rueda       | S     | 19 aprile 1990   | Deportivo Géminis    |
| 13 | Zoila La Rosa     | P     | 31 maggio 1990   | Divino Maestro       |
| 14 | Elena Keldibekova | P     | 23 giugno 1974   | Lokomotiv Baku       |
| 15 | Karla Ortiz       | S     | 20 ottobre 1991  | Divino Maestro       |
| 19 | Ginna Lopez       | -     | 10 maggio 1994   | Deportivo Jaamsa     |

## Stati Uniti
| N° | Nome             | Ruolo | Data di nascita  | Nazionalità sportiva |
| -- | ---------------- | ----- | ---------------- | -------------------- |
| -  | Karch Kiraly     | All   | 3 novembre 1960  | -                    |
| 1  | Alexis Crimes    | C     | 12 giugno 1986   | Schwechat Post       |
| 3  | Tayyiba Haneef   | S/O   | 23 marzo 1979    | İqtisadçı            |
| 4  | Angela Pressey   | S     | 6 giugno 1986    | Schwechat Post       |
| 6  | Nicole Davis     | L     | 24 aprile 1982   | Lokomotiv Baku       |
| 8  | Alisha Glass     | P     | 4 aprile 1988    | GRER                 |
| 9  | Jennifer Joines  | C     | 23 novembre 1982 | Azərreyl             |
| 10 | Kimberly Glass   | S     | 18 agosto 1984   | Rabitə Baku          |
| 11 | Jordan Larson    | S     | 16 ottobre 1986  | Dinamo-Kazan         |
| 13 | Christa Harmotto | C     | 12 ottobre 1986  | Universal Modena     |
| 14 | Nicole Fawcett   | S/O   | 16 dicembre 1986 | Llaneras de Toa Baja |
| 17 | Mary Spicer      | P     | 3 luglio 1987    | Pałac Bydgoszcz      |
| 18 | Kristin Richards | S     | 30 giugno 1985   | Lokomotiv Baku       |